# Neomariopteris
Neomariopteris é um gênero que data do Permiano. Plantas vascularizadas sem sementes (samambaias ou fetos) e reprodução por esporos. Tinham folhas do tipo frondes. Viviam em ambientes úmidos e pantanosos.

## Localização
No Brasil, o fóssil de espécie indefinida do gênero Neomariopteris, foi localizada no afloramento Morro Papaléo  no município de Mariana Pimentel. Estão na Formação Rio Bonito e datam  do Sakmariano, no Permiano.